# Ойген фон Хиршфелд
Карл Дитрих Евгений фон Хиршфелд (на немски: Karl Dietrich Eugen von Hirschfeld; * 14 март 1784 в Халберщат; † 16 януари 1811 в Пла де Кабра, Каталония) е пруски офицер, известен по време на Наполеониските войни в Германия и Испания.
Той е син на пруския сухопътен генерал Карл Фридрих фон Хиршфелд (1747 – 1818) и първата му съпруга Каролина Фридерика Филипина фон Фагяс (1761 – 1795).
През октомври 1794 г. Хиршфелд служи в сухопътния регимент на херцог фон Брауншвайг. През януари 1799 г. той е повишен на лейтенант и през януари 1803 г. е в I. батальон на охраната в Потсдам, където посещава сухопътната и кавалерийската академия. През юли 1804 г. той е преместен в Кутно.
Той участва в пруско-френската война от 1806/07 г. Неговият по-малък брат сухопътният лейтенант Александер Адолф фон Хиршфелд участва също в битките. Двамата се присъединяват към баща им, който е освободен от френския плен. През декември 1806 г. братята са в Щаргард, за да сформират своя група под комадването на Евгений. Групата е за войната в Померания и през януари 1807 г. напада френски транспорти. Той е изпратен в Хамбург и от там братята отиват в Лондон.
На 30 март 1809 г. той напуска пруската войска. По предложение на херцог Фридрих Вилхелм фон Брауншвайг той влиза в британската войска като майор. През юни 1810 г. Евгений фон Хиршфелд получава разрешение с половин заплата да продължи войната против Наполеон в испанската войска. Евгений е за кратко пленен и бяга в Кадис. Брат му Мориц фон Хиршфелд отива при него в Кадис.
На 14 януари 1811 г. Евгений е вече полковник и е ранен близо до Пла де Кабра и умира на 16 януари 1811 г. в ръцете на брат си Мориц фон Хиршфелд. Той е погребан в църквата „Сант Рамон“. Анонимният му дневник е взет от брат му Мориц, който продължава да го води също анонимно.